# Monfragüe nationalpark
Monfragüe nationalpark är en nationalpark i Spanien. Den ligger i provinsen Provincia de Cáceres och regionen Extremadura, i den centrala delen av landet, 200 km väster om huvudstaden Madrid. Monfragüe nationalpark är belägen 280 meter över havet. Arean är 179 kvadratkilometer.